# 泥基村
泥基村，是位處於澳門離島氹仔黑橋附近。  
它存在的歷史不太長，在1930年代建村，比起當地逾百年的古老卓家村相差很遠。當初，這裏只是一片泥濘荒地，居民在此挖泥築堤基，並蓋搭木屋居住，儼然村落，取名「泥基村」。初時，只有二十多戶人家，都是貧苦居民，除種植水草外，還兼做炮竹掙點工錢，增加收入，維持生計。由於新居民陸續到來，建搭木屋居住，至1986年，泥基村已增至140余戶，成了氹仔一個木屋區。村民爲瞭解決用水，曾挖掘河道，引入河水。1980年代初，氹仔市區建設發展，大面積展開修路工程，影響了河水流入泥基村的河道。泥基村地處低窪，加上河道淤塞，形成一潭死水，滋生蚊蟲，影響環境衛生；又每逢下雨，不少住戶遭水浸，居住情況惡劣。1986年間，當局發展市區，清拆泥基村木屋，村民暫被安置在三家村後的新臨時房屋居住。泥基村從此消失，代之而起的是新建築群、道路網及動工建設的地盤。泥基村的興沒，前後不過數十年光景，然其間已耗費了村民不少精神與心血。
隨著社會經濟發展，氹仔面貌也逐漸改變，譬如當地泥基村現已消失，舊址一帶也興建高樓大廈，開闢道路。

## 資料來源
1. ↑  . macaudata.   [2016-10-07]. （原始内容存档于2019-11-29）.（繁體中文）